# Fleur Oury
Pour les articles homonymes, voir Oury.
Fleur Oury est une autrice et illustratrice jeunesse française née le 25 mai 1986.

## Biographie

### Enfance et formation
Fleur Oury obtient une Licence de biologie,, puis se forme à l'École supérieure des arts décoratifs de Strasbourg où elle sort diplômée,.

### Carrière
Fleur Oury publie d'abord deux premiers albums : Premier Matin (2015) et Même plus peur (2016). Premier matin raconte l'histoire de la rentrée des classes d'un petit ours,,. Pour La Revue des livres pour enfants, « On retrouve les phrases rassurantes du parent qui encourage et accompagne. La double page de Petit Ours se lovant dans les bras de Grand Ours illustre parfaitement ce livre : il est doux et bienveillant ».
En 2018, elle réalise les illustrations de Bonjour printemps, un album pour les enfants à partir de 3 ans écrit par Didier Lévy, sur le thème du changement, celui lié à l'arrivée du printemps corrélé à l'arrivée d'un nouveau-né dans la famille. Selon La Revue des livres pour enfants : « L'image pleine de détails, aux crayons de couleur dans des teintes pastel, tout en finesse, diffuse fraîcheur printanière et douceur bienvenue ».
En 2018 également, elle est l'une des douze jeunes auteurs lauréats de la session « Voyage à Bologne », afin d'assister à la Foire du livre de jeunesse de Bologne, salon international du livre jeunesse, et elle revient sur cette expérience dans un dossier de La Revue des livres pour enfants.
En 2019, elle publie Dimanche, toujours sur le thème de la nature et de la famille. L'album raconte l'histoire d'une petite renarde qui se rend chez sa grand-mère un dimanche alors qu'elle n'en a pas envie. Elle pense s'ennuyer lorsqu'elle découvre un trou dans la haie. Selon Télérama : « L’autrice-illustratrice [...] sait faire chanter les teintes et pencher sa mine dans le bon axe pour suivre les penchants des âmes ».
Elle illustre en 2021 le documentaire jeunesse Où sont passés les oiseaux ?, sur un texte de Séraphine Menu, « ce documentaire composé de trois parties fait le point sur la disparition drastique des populations d'oiseaux dans le monde ».
En 2023 paraît La Saison des provisions, un album pour les enfants à partir de 3 ans, qui raconte l'histoire de deux écureuils, Fauve et Jonquille. Les animaux devraient hiberner mais ils n'arrivent plus à dormir car ils ont trop faim. Pour La Revue des livres pour enfants : « Plus que jamais sont présentes dans ce nouvel album grand format les deux passions de Fleur Oury : le dessin et la biologie. [...] Une ode joyeuse à la nature, au cycle des saisons et au partage ». Télérama souligne « son art de capter la lumière et de mettre du fluo, citron ou safran, dans ses illustrations, où des animaux ravissants se dépatouillent comme ils peuvent avec leurs émotions ».
En 2025, elle réalise à nouveau les illustrations d'un texte de Séraphine Menu Les légumoches : « Les légumes biscornus sont-ils vraiment moches ? Par ce néologisme, la question est posée ».
Parallèlement, elle participe à des rencontres et expositions organisées par les bibliothèques et les écoles ainsi qu'à des résidences d'artistes,,,.
Elle est membre de la Charte des auteurs et illustrateurs jeunesse.

### Vie privée
Fleur Oury vit à Strasbourg avant de rejoindre Lyon, puis Marseille.

## Œuvre

### Albums jeunesse

#### Autrice et illustratrice
- Premier matin[8], Fourmis Rouges, 2015
- Même plus peur, Seuil Jeunesse, 2016
- Dimanche[12],[14], Fourmis Rouges, 2019
- La Saison des provisions[16],[17], Fourmis Rouges, 2023

#### Illustratrice
- Bonjour printemps[10], texte Didier Lévy, Seuil Jeunesse, 2018
- Où sont passés les oiseaux ? [15], texte Séraphine Menu, Albin Michel jeunesse, 2021
- Les légumoches[19], texte Séraphine Menu, Editions La Pastèque, 2025